# Salanda
Salanda är ett flygfält strax söder om Sala i Västmanlands län. Flygfältet används främst för ultralätta flygplan och hängflyg.